# Christine Manie
Pour les articles homonymes, voir Manie (homonymie).
Christine Patience Manie, née le 4 mai 1984 à Yaoundé, est une footballeuse camerounaise évoluant au Football féminin Yzeure au poste de défenseur.

## Carrière

### Carrière en club
Christine Manie intègre l'équipe première du Canon Yaoundé en 2005. En 2009, elle part en Biélorussie où elle rejoint le FK Minsk.
Christine Manie évolue ensuite en faveur du club roumain du CFF Olimpia Cluj-Napoca, avec lequel elle remporte quatre championnats de Roumanie de 2013 à 2016 et trois Coupes de Roumanie en 2013, 2014 et 2015. Elle dispute avec ce club la Ligue des champions féminine de l'UEFA.

### Carrière en sélection
Elle dispute avec l'équipe du Cameroun le championnat d'Afrique 2006, le championnat d'Afrique 2008, le championnat d'Afrique 2010, le championnat d'Afrique 2012, et le championnat d'Afrique 2014, ainsi que la Coupe d'Afrique des nations 2016. En 2014 et 2016, le Cameroun s'incline en finale face au Nigeria. 
Elle participe également aux Jeux olympiques d'été de 2012, et à la Coupe du monde 2015. Lors du tournoi olympique organisé en Angleterre, elle joue deux matchs : contre le Brésil et la Grande-Bretagne. Il s'agit de deux défaites. Lors du mondial organisé au Canada, elle joue quatre matchs. Le Cameroun enregistre deux victoires lors du mondial, contre l'Équateur, et la Suisse. Christine Manie inscrit un but lors de la large victoire contre l'Équateur (6-0). Elle est par ailleurs capitaine de la sélection camerounaise lors de cette Coupe du monde.
Elle est également médaillée d'or des Jeux africains de 2011 et médaillée d'argent des Jeux africains de 2015. En 2019, elle est retenue dans la sélection nationale du Cameroun pour la Coupe du monde de football féminin 2019.

## Palmarès
- Médaillée d'or aux Jeux africains de 2011 avec l'équipe du Cameroun
- Médaillée d'argent aux Jeux africains de 2015 avec l'équipe du Cameroun
- Finaliste du championnat d'Afrique 2014 avec l'équipe du Cameroun
- Finaliste de la Coupe d'Afrique des nations 2016 avec l'équipe du Cameroun
- Troisième du championnat d'Afrique 2012 avec l'équipe du Cameroun
- Troisième de la Coupe d'Afrique des nations 2018 avec l'équipe du Cameroun
- Championne de Roumanie en 2013, 2014, 2015 et 2016 avec le Cluj-Napoca
- Vainqueur de la Coupe de Roumanie en 2013, 2014 et 2015 avec le Cluj-Napoca
- Vainqueur de la Coupe de Biélorussie en 2011 avec le FK Minsk